# アンドリュー・ジャクソン・デイヴィス

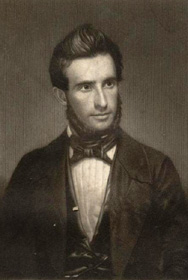
アンドリュー・ジャクソン・デービス。1847年の写真

アンドリュー・ジャクソン・デービス（Andrew Jackson Davis, 1826年8月11日 - 1910年1月13日）は、アメリカ合衆国の心霊主義者。
思想的に心霊主義者を先取りした哲学書を出版して後の心霊主義に多大な影響を与え、「心霊主義のヨハネ」と言われた。（下記#心霊主義の勃興を予告した人物を参照）。奴隷制度廃止運動家、女性解放運動家、禁酒運動家でもあり、心霊主義の思想によって社会に影響を与えた最初の人と言える。

## 来歴・思想
ニューヨーク州のオレンジ郡ブルーミングローブ生まれ。家が貧しく、教育はほとんど受けていない。成長すると、靴屋の徒弟となった。生まれつき霊視能力があったらしく、母が死去したときに輝くような野原に美しい家のビジョンを見て、母が行ったところだと思ったという。
1843年、17歳で近くの町の講演会に出かけて催眠術にかけられ、催眠状態で透視能力や読心能力を発揮できることに気づく。さらに実験を続けるうち、特殊な能力が発達した。
この能力を生かすべく最初は病気の治療を始め、「ポキプシーの千里眼」として評判になった。しかし、催眠状態に入ると演説することが多くなり、入神講演と出版がライフワークであることを認識して治療院を閉鎖した。
1846年、20歳で入神講演の内容をまとめ、800ページの大著「自然の原理、自然の神的な啓示、および人類への声」として出版した。これは大反響を呼び、当時の米国の知識階級に大きな影響を与えたといわれる。
第1部「自然の原理」では、万物の進歩という普遍的な原理、その原理に従った、物質とその内的な原理の進歩、物質の完全態で実在である霊、精神の死後存続、第一原因たる神の属性などが述べられている。第2部「自然の神的な啓示」では、宇宙の形成、太陽系の形成、太陽系の惑星の様子や居住者、地球の形成、人間に至るまでの地球の進歩について書かれている。また、聖書の起源、完全な人間の模範たるイエスの真の姿、神の王座である霊的な太陽と、その周りの６つの霊界の様子や居住者についても語られている。そして、第3部「人類への声」では、現在の社会における悪の構造的な原因と、自然の原理に基づいた理想的な社会構成について述べられている。
後に心霊主義者たちの活動が盛んになってくると喜んで支持し、自らを「心霊主義者」とした。しかし、哲学的思想をなおざりにして物理的現象にばかり夢中になる傾向が心霊主義に出てくるとこれを嫌い、1880年には自分の哲学は「調和哲学」だと宣言して、心霊主義と袂を分かった。その後も精力的に出版を続け、1910年に死去。

## 心霊主義の勃興を予告した人物
A・J・デービスは1848年のハイズビルのフォックス家事件以降に起こった心霊主義の勃興を予告した人物としても知られている。この人物については、『スピリチュアリズムの真髄』（ジョン・レナード著（国書刊行会発行））に詳しい説明がある。

## 主な著作
- The Principles of Nature, Her Divine Revelations and a Voice to Mankind(1847)
- The Great Harmonia, vol.1-5(1850-1860)
- The Magic Staff(1857)
- The Harbinger of Health(1861)
- Death and the After-life(1865)
- A Stellar Key to the Summer Land(1867)
- Views of Our Heavenly Home(1877)
- Beyond the Valley(1885)

## 日本語訳
- 『自然の原理』、益子優介訳、Kindle・ダイレクトパブリッシング、2017年